# Aishah
Aishah는 말레이시아의 팝 가수 아이샤의 첫 번째 정규 앨범이자 솔로 앨범이다. 1990년 소니 레코드를 통해 발매되었으며, 이듬해 발매된 <Aishah II>와 구분하기 위해 Aishah I으로 부르기도 한다.

## 개요
1984년 말렉 리두안의 앨범 <Jilid 5>에 참여한 것 외에 별다른 활동을 하지 않다가, 1980년대 후반 뉴질랜드로 무대를 옮겨 아이샤와 팬클럽을 결성해 그룹활동을 해왔다. 그러나 그룹은 몇년 못가 해체되었고, 후에 말레이시아로 귀국하였다. 이 앨범은 아이샤의 솔로데뷔 앨범이다. 수록곡 <Janji Manismu>, <Camar Yang Pulang>으로 이름을 알렸으며, 특히 <Camar Yang Pulang>은 훗날 국민가수 시티 누르할리자가 불러 다시 한번 이름을 알렸다. 10번 트랙으로 이 노래의 MR이 수록되어 있다.
한편 9번 트랙으로 애국가요인 <Bahtera Merdeka>를 수록했다.

## 수록곡
- <Janji Manismu>
- <Camar Yang Pulang>
- <Rintihan Semalam>
- <Syurga Di Telapak Kaki Ibu>
- <Aku Disisimu>
- <Menanti>
- <Kau Yang Istimewa>
- <Sebelum Terlanjur>
- <Bahtera Merdeka>
- <Camar Yang Pulang> (Instrumental)